# Roberts Bank Superport

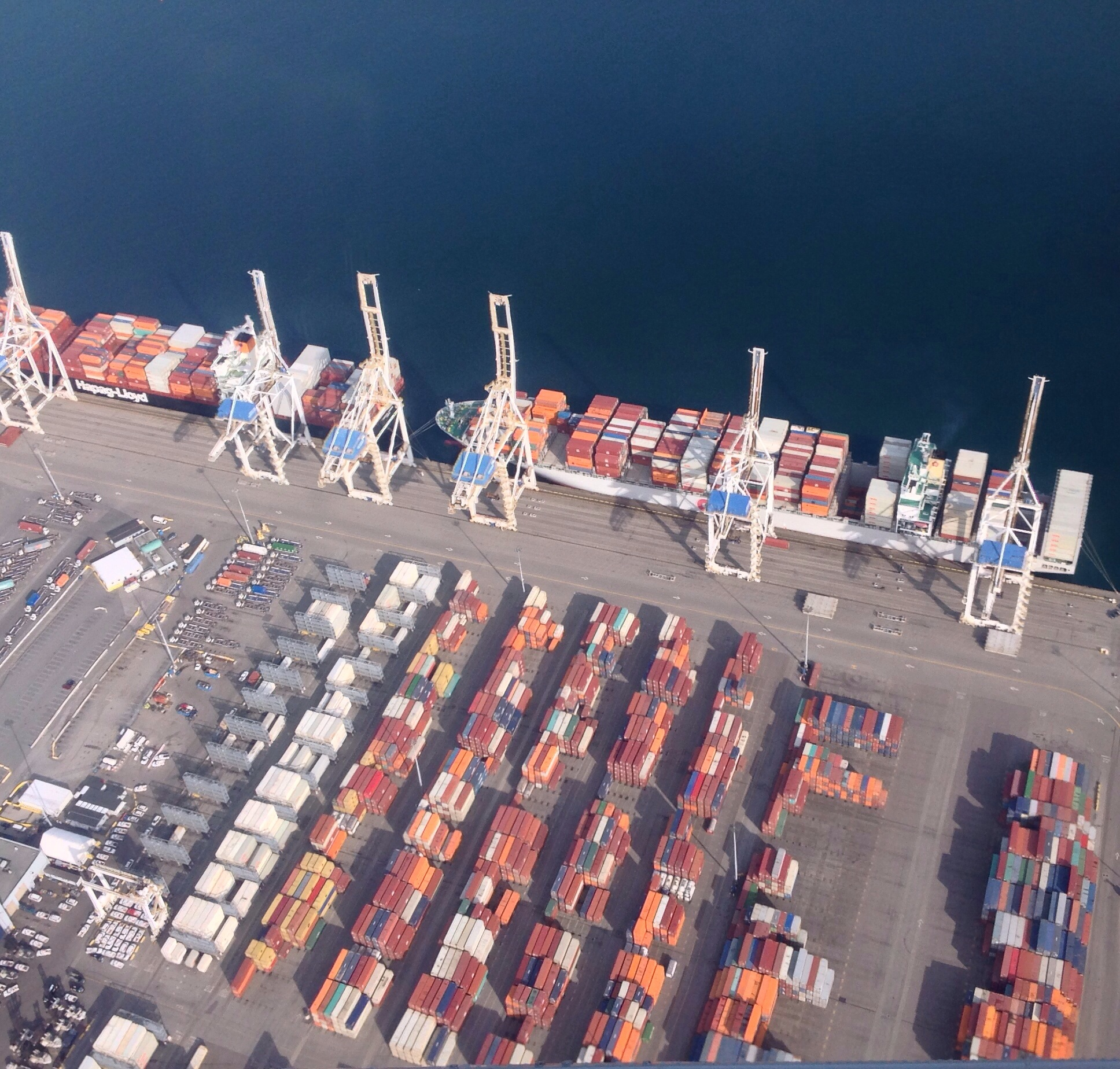
Luftansicht

Der Roberts Bank Superport, oft auch als Deltaport bezeichnet, ist ein Container- und Kohleumschlagterminal bei Delta in der kanadischen Provinz British Columbia. Er liegt rund 40 km südlich von Vancouver an der Straße von Georgia, unweit der Grenze zu den USA. Zwischen dem Roberts Bank Superport und der Grenze zu den USA liegt nur noch das Tsawwassen Ferry Terminal, von welchen die Fähren der BC Ferries aus verkehren. Die 113 Hektar große Hafeninsel und ihre Zufahrten tangieren das 1878 errichtete Reservat der Tsawwassen-Indianer.
Die Anlage bildet einen Teil des Hafens Vancouver. Sie befindet sich am Ende eines 5 km langen Dammes auf einer künstlich aufgeschütteten Insel und besteht aktuell aus zwei Betriebsbereichen. Der Hafen entstand im Jahr 1968 für den Export von Kohle (Westshore Terminals) und wird seither durch eine Güterbahnlinie der Canadian National Railway erschlossen. Inzwischen wird er auch von der Canadian Pacific Railway und der BNSF Railway angefahren. 1997 kam eine Abfertigungsanlage für Container hinzu (Deltaport container facility).